# Chippenham
Chippenham er en købstad i det nordvestlige Wiltshire, England. Den ligger omkring 21 km nordøst for Bath og 138 km vest for London, og den ligger nærs Cotswolds Area of Outstanding Natural Beauty. Byen blev anlagt hvor man kunne krydse floden Avon, og man mener, at der har været et bosættelse på stedet siden før romerne. Det var en royal vill og sandsynligvis kongeligt jagthytte under Alfred den Store. Byen fortsatte, da Great Western Railway ankom i 1841. Den havde et indbyggertal på 36.548 i 2021.
Den Angelsaksiske Krønike nævner byen som Cippanhamme, hvilket kan referere til en person ved navn Cippa, der havde sin hamm - et aflukket område - på en eng ved floden. En alternativ teori er, at navnet kommer af det angelsaksiske ord ceap, der betyder "marked". Navnet er skrevet på forskellige måder som Cippanhamm (878), Cepen (1042), Cheppeham (1155), Chippenham (1227), Shippenham (1319) og Chippyngham (1541). På John Speeds kort over Wiltshire (1611) staves det både "Chippenham" (for herredet) og "Chipnam" (for byen).
Danske vikinger belejrede Chippenham i 878. Snere samme år vandt Alfred den Store slaget ved Ethandun over vikingerne, og tvang dem til at overgive Chippenham, hvilket indvarslede Danelagen.